# Герои Социалистического Труда Тюменской области
В настоящий список включены:

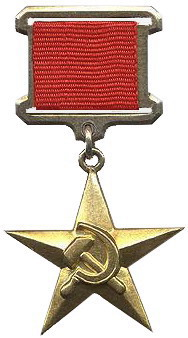
Золотая медаль «Серп и Молот»

- Герои Социалистического Труда, на момент присвоения звания проживавшие на территории современной Тюменской области, — 65 человек;
- уроженцы Тюменской области, удостоенные звания Героя Социалистического Труда в других регионах СССР, — 35 человек;
- Герои Социалистического Труда, прибывшие в Тюменскую область на постоянное проживание из других регионов (или захороненные здесь), — 18 человек.

В списке отсутствуют Герои Социалистического Труда, награждённые в Ханты-Мансийском и Ямало-Ненецком автономном округах, которые, хотя территориально и входят в состав Тюменской области, являются самостоятельными субъектами Российской Федерации.
В таблицах отображены фамилия, имя и отчество Героев, должность и место работы на момент присвоения звания, дата Указа Президиума Верховного Совета СССР, отрасль народного хозяйства, место рождения/проживания, а также ссылка на биографическую статью на сайте «Герои страны». Формат таблиц предусматривает возможность сортировки по указанным параметрам путём нажатия на стрелку в нужной графе.

## История
Первыми в Тюменской области звания Героя Социалистического Труда были удостоены работники колхоза имени Фрунзе Викуловского района В. С. Гольцов и П. С. Артамонов, которым эта высшая степень отличия была присвоена Указом Президиума Верховного Совета СССР от 18 марта 1948  года за получение высокого урожая пшеницы.
Большинство Героев Социалистического Труда в Тюменской области приходится на сельскохозяйственную отрасль — 34 человека; транспорт — 11; строительство — 5; геология — 3; машиностроительная, лесная, лёгкая промышленность, здравоохранение — по 2; нефтяная промышленность, государственное управление, связь, образование — по 1.

## Лица, удостоенные звания Героя Социалистического Труда в Тюменской области
| №  | Фамилия, имя, отчество             | Даты жизни              | Деятельность | Дата присвоения | Отрасль         | Место рождения            | ГС        |
| -- | ---------------------------------- | ----------------------- | --- | --------------- | --------------- | ------------------------- | --------- |
| 1  | Аверина Мария Николаевна           | 12.11.1922 — 05.07.2004 | Врач детской больницы № 3, гор. Тюмень | 04.02.1969      | здравоохранение | *Тамбовская область       | [ ГС 1 ]  |
| 2  | Анисимов Дмитрий Платонович        | 08.11.1925 — 17.10.1985 | Комбайнер совхоза «Туринский» Тюменского района Тюменской области | 19.04.1967      | сельхоз         | Тюменская область         | [ ГС 2 ]  |
| 3  | Арбузов Василий Васильевич         | 21.03.1928 — 07.01.2023 | Шофёр автоколонны № 1319, Ишимский район Тюменской области | 04.05.1971      | транспорт       | Ишимский район            | [ ГС 3 ]  |
| 4  | Артамонов Прокопий Семёнович       | 1912—1971               | Бригадир колхоза имени Фрунзе Викуловского района Тюменской области | 18.03.1948      | сельхоз         | Викуловский район         | [ ГС 4 ]  |
| 5  | Архипов Веденей Иванович           | 06.12.1925 — 25.01.2016 | Директор Заводоуковского опытно-производственного хозяйства Научно-исследовательского института сельского хозяйства Северного Зауралья, Тюменская область                                                   | 13.03.1981      | сельхоз         | Ялуторовский район        | [ ГС 5 ]  |
| 6  | Бачурин Павел Григорьевич          | 17.06.1931 — 09.10.2004 | Бригадир полеводческой бригады колхоза «Вперёд к коммунизму» Сорокинского района Тюменской области | 11.01.1957      | сельхоз         | Ишимский район            | [ ГС 6 ]  |
| 7  | Белобородов Николай Макарович      | 22.09.1930 — 27.05.2010 | Старший пилот-инспектор лётно-штурманского отдела Тюменского управления гражданской авиации Министерства гражданской авиации СССР                                                                           | 05.03.1976      | транспорт       | Аромашевский район        | [ ГС 7 ]  |
| 8  | Бородин Яков Власович              | 25.01.1920 — 23.11.1987 | Директор средней школы № 2 имени Декабристов, гор. Ялуторовск Тюменской области | 27.06.1978      | образование     | Исетский район            | [ ГС 8 ]  |
| 9  | Бревин Александр Михайлович        | 07.11.1920 — 18.01.2003 | Тракторист Заводоуковского леспромхоза Тюменской области | 05.10.1957      | сельхоз         | Заводоуковский район      | [ ГС 9 ]  |
| 10 | Буянов Михаил Иванович             | род. 04.11.1937         | Бригадир слесарей-монтажников комсомольско-молодёжного монтажного управления № 1 объединения «Сибкомплектмонтаж» Министерства строительства предприятий нефтяной и газовой промышленности СССР, гор. Тюмень | 02.03.1981      | строительство   | *Иркутская область        | [ ГС 10 ] |
| 11 | Вешкурцев Михаил Никитич           | 04.11.1918 — 31.10.1995 | Председатель колхоза имени XXII съезда КПСС Тобольского района Тюменской области | 23.06.1966      | сельхоз         | Исетский район            | [ ГС 11 ] |
| 12 | Гольцов Василий Спиридонович       | 13.03.1900 — 22.02.1961 | Председатель колхоза имени Фрунзе Викуловского района Тюменской области | 18.03.1948      | сельхоз         | Викуловский район         | [ ГС 12 ] |
| 13 | Гриднева Ольга Георгиевна          | 18.06.1933 — 29.06.2025 | Председатель колхоза имени XXII съезда КПСС Ишимского района Тюменской области | 13.12.1972      | сельхоз         | *Омская область           | [ ГС 13 ] |
| 14 | Гуляев Геннадий Леонтьевич         | 23.01.1916 — 03.10.1979 | Председатель колхоза «Победа» Казанского района Тюменской области | 11.01.1957      | сельхоз         | Сладковский район         | [ ГС 14 ] |
| 15 | Гурушкин Пётр Андреевич            | 17.06.1923 — 26.11.1998 | Управляющий фермой совхоза «Маслянский» Сладковского района Тюменской области | 08.04.1971      | сельхоз         | Сладковский район         | [ ГС 15 ] |
| 16 | Зайко-Спиридонов Сергей Михайлович | 20.10.1914 — 01.08.1996 | Начальник лесопункта Тобольского леспромхоза Министерства лесной и деревообрабатывающей промышленности СССР, Тюменская область                                                                              | 07.05.1971      | леспром         | *Амурская область         | [ ГС 16 ] |
| 17 | Ибрагимова Фагиля Нурулловна       | 11.03.1926 — 08.09.2010 | Доярка совхоза «Туринский» Тюменского района Тюменской области | 06.09.1973      | сельхоз         | Тюменский район           | [ ГС 17 ] |
| 18 | Иванов Виктор Сергеевич            | 30.07.1937 — 30.12.2008 | Пилот-инструктор Тюменского объединённого авиационного отряда Тюменского управления гражданской авиации Министерства гражданской авиации СССР                                                               | 04.02.1983      | транспорт       | *Луганская область        | [ ГС 18 ] |
| 19 | Картавенков Валерий Иванович       | 09.01.1930 — 29.07.1992 | Вырубщик Ишимской обувной фабрики Министерства лёгкой промышленности РСФСР, Тюменская область | 05.04.1971      | легпром         | *Смоленская область       | [ ГС 19 ] |
| 20 | Катышев Николай Михайлович         | 03.03.1930 — 2007       | Бригадир комплексной бригады строительно-монтажного управления № 13 треста «Тюменгорстрой», гор. Тюмень | 11.08.1966      | строительство   | Тюменская область         | [ ГС 20 ] |
| 21 | Кириллова Васса Ивановна           | 19.01.1920 — 13.01.2011 | Комбайнер совхоза «Озернинский» Викуловского района Тюменской области | 23.06.1966      | сельхоз         | Викуловский район         | [ ГС 21 ] |
| 22 | Кичин Геннадий Андреевич           | 1926 — 01.03.1998       | Машинист тепловоза локомотивного депо Тюмень Свердловской железной дороги | 04.05.1971      | транспорт       | Тюмень                    | [ ГС 22 ] |
| 23 | Кобылкин Валентин Алексеевич       | 23.06.1932 — 27.06.1994 | Свинарь-механизатор совхоза «Заводоуковский» Заводоуковского района Тюменской области | 22.03.1966      | сельхоз         | Ялуторовский район        | [ ГС 23 ] |
| 24 | Коморников Михаил Никитич          | 02.09.1928 — 25.01.2002 | Звеньевой совхоза «Омутинский» Омутинского района Тюменской области | 23.06.1966      | сельхоз         | Омутинский район          | [ ГС 24 ] |
| 25 | Коротчаев Дмитрий Иванович         | 10.06.1909 — 20.07.1981 | Начальник управления строительства «Абаканстройпуть» Министерства транспортного строительства СССР, Тюменская область                                                                                       | 12.04.1966      | строительство   | *Днепропетровская область | [ ГС 25 ] |
| 26 | Лопатин Нестер Степанович          | 13.03.1924 — 10.06.1973 | Комбайнер Голышмановской МТС Тюменской области | 21.06.1952      | сельхоз         | *Еврейская АО             | [ ГС 26 ] |
| 27 | Макарова Парасковья Ивановна       | 28.09.1918 — 06.04.2009 | Доярка совхоза «Плодовый» Тюменского района Тюменской области | 22.03.1966      | сельхоз         | Тюменский район           | [ ГС 27 ] |
| 28 | Мариненков Иван Семёнович          | 10.05.1932 — 09.08.2012 | Бригадир комплексной бригады ремонтно-восстановительного поезда № 38 управления строительства «Тюменстройпуть» Министерства транспортного строительства СССР, гор. Тобольск Тюменской области               | 07.05.1971      | строительство   | *Тверская область         | [ ГС 28 ] |
| 29 | Марков Георгий Минеевич            | 15.05.1929 — 16.12.2005 | Комбайнер колхоза «Сибиряк» Заводоуковского района Тюменской области | 23.12.1976      | сельхоз         | Заводоуковский район      | [ ГС 29 ] |
| 30 | Молозин Виктор Васильевич          | род. 04.08.1935         | Бригадир монтёров пути строительно-монтажного поезда № 522 управления строительства «Тюменстройпуть» Министерства транспортного строительства СССР, Тюменская область                                       | 12.05.1977      | строительство   | *Алтайский край           | [ ГС 30 ] |
| 31 | Муравленко Виктор Иванович         | 25.12.1912 — 15.06.1977 | Начальник Главного Тюменского производственного управления по нефтяной и газовой промышленности Министерства нефтедобывающей промышленности СССР                                                            | 23.05.1966      | нефтепром       | *Краснодарский край       | [ ГС 31 ] |
| 32 | Некрасова Ульяна Андреевна         | 02.01.1926 — 07.12.2009 | Бригадир свиноводческой фермы колхоза «40 лет Октября» Исетского района Тюменской области | 08.04.1971      | сельхоз         | Исетский район            | [ ГС 32 ] |
| 33 | Никулин Сергей Михайлович          | 23.11.1925 — 18.12.1997 | Директор птицефабрики «Боровская» Тюменского района Тюменской области | 23.12.1976      | сельхоз         | *Курганская область       | [ ГС 33 ] |
| 34 | Петухов Виктор Алексеевич          | 13.10.1925 — 27.12.2018 | Мастер локомотивного депо Ишим Омской железной дороги, Тюменская область | 01.08.1959      | транспорт       | Ишимский район            | [ ГС 34 ] |
| 35 | Пинигин Василий Тимофеевич         | 28.12.1923 — 01.06.2018 | Комбайнер Ситниковской МТС Омутинского района Тюменской области | 11.08.1951      | сельхоз         | Омутинский район          | [ ГС 35 ] |
| 36 | Посоюзных Надежда Ивановна         | 12.03.1929 — 19.06.2014 | Скотник совхоза «Песьяновский» Ишимского района Тюменской области | 22.03.1966      | сельхоз         | Ишимский район            | [ ГС 36 ] |
| 37 | Потапов Пётр Петрович              | 22.10.1918 — 24.11.2002 | Директор Тюменского судостроительного завода имени 60-летия СССР Министерства судостроительной промышленности СССР                                                                                          | 30.08.1985      | машиностроение  | *Саратовская область      | [ ГС 37 ] |
| 38 | Прокопьев Поликарп Петрович        | 17.03.1925 — 24.01.1997 | Председатель колхоза «Большевик» Нижнетавдинского района Тюменской области | 08.04.1971      | сельхоз         | *Чувашия                  | [ ГС 38 ] |
| 39 | Ратушняк Пётр Иванович             | 20.06.1908 — 29.05.2000 | Директор Казанской МТС Казанского района Тюменской области | 11.01.1957      | сельхоз         | *Хмельницкая область      | [ ГС 39 ] |
| 40 | Редькин Юрий Александрович         | 20.03.1933 — 11.01.1997 | Командир авиационной эскадрильи Тюменского управления гражданской авиации | 09.02.1973      | транспорт       | *Ивановская область       | [ ГС 40 ] |
| 41 | Ровнин Лев Иванович                | 02.11.1928 — 29.10.2014 | Бывший главный геолог Главного Тюменского производственного геологического управления Министерства геологии РСФСР                                                                                           | 23.01.1968      | геология        | *Сурхандарьинская область | [ ГС 41 ] |
| 42 | Русаков Дмитрий Васильевич         | 24.06.1929 — 10.02.2002 | Бригадир колхоза имени А. Матросова Ишимского района Тюменской области | 08.04.1971      | сельхоз         | Ишимский район            | [ ГС 42 ] |
| 43 | Сатюкова Тамара Дмитриевна         | 12.04.1929 — 06.08.2013 | Заведующая отделением областной больницы гор. Тюмени | 23.10.1978      | здравоохранение | Тюмень                    | [ ГС 43 ] |
| 44 | Сенников Леонид Фёдорович          | род. 07.08.1930         | Тракторист колхоза «Верный путь» Ялуторовского района Тюменской области | 08.04.1971      | сельхоз         | *Кировская область        | [ ГС 44 ] |
| 45 | Симонов Иван Филиппович            | 23.04.1927 — 06.05.2000 | Тракторист-машинист совхоза «Калмакский» Армизонского района Тюменской области | 11.12.1973      | сельхоз         | Армизонский район         | [ ГС 45 ] |
| 46 | Смирнов Владилен Степанович        | 05.06.1932 — 01.05.2020 | Первый секретарь Заводоуковского райкома КПСС, Тюменская область | 13.12.1972      | госуравление    | Ярковский район           | [ ГС 46 ] |
| 47 | Созонов Александр Андреевич        | 15.10.1934 — 09.10.2015 | Директор птицефабрики «Боровская», Тюменский район Тюменской области | 29.08.1986      | сельхоз         | Вагайский район           | [ ГС 47 ] |
| 48 | Соснин Виталий Фёдорович           | 27.09.1923 — 24.01.2013 | Машинист локомотивного депо Тюмень Свердловской железной дороги, Тюменская область | 01.08.1959      | транспорт       | Омутинский район          | [ ГС 48 ] |
| 49 | Спиридонова Александра Ефимовна    | 28.03.1925 — 06.09.2002 | Птичница Боровской птицефабрики Тюменского района Тюменской области | 22.03.1966      | сельхоз         | Нижнетавдинский район     | [ ГС 49 ] |
| 50 | Старцева Васса Михайловна          | 28.08.1915 — 16.12.1971 | Телятница колхоза «40 лет Октября» Ялуторовского района Тюменской области | 22.03.1966      | сельхоз         | Исетский район            | [ ГС 50 ] |
| 51 | Столбова Фелисата Константиновна   | 29.10.1928 — 25.02.2008 | Доярка колхоза «Сибирь» Ялуторовского района Тюменской области | 22.03.1966      | сельхоз         | Исетский район            | [ ГС 51 ] |
| 52 | Тарасов Виталий Петрович           | 26.01.1929 — 19.07.2000 | Слесарь локомотивного депо Тюмень Свердловской железной дороги | 02.04.1981      | транспорт       | Тюмень                    | [ ГС 52 ] |
| 53 | Томилов Яков Георгиевич            | 06.11.1929 — 05.07.1974 | Комбайнер колхоза имени Мичурина Исетского района Тюменской области | 13.12.1972      | сельхоз         | Исетский район            | [ ГС 53 ] |
| 54 | Угрюмова Маргарита Николаевна      | 29.01.1927 — 11.06.2008 | Токарь Тюменского завода строительных машин Тюменского совнархоза | 07.03.1960      | машиностроение  | *Курганская область       | [ ГС 54 ] |
| 55 | Федорович Татьяна Фёдоровна        | 08.01.1919 — ????       | Доярка учебно-опытного хозяйства Тюменского сельскохозяйственного института | 22.03.1966      | сельхоз         | Нижнетавдинский район     | [ ГС 55 ] |
| 56 | Фоминцев Пётр Васильевич           | 11.07.1913 — 16.02.1993 | Комбайнер Омутинской МТС Тюменской области | 21.06.1952      | сельхоз         | Омутинский район          | [ ГС 56 ] |
| 57 | Хохлов Иван Тихонович              | 20.01.1932 — 20.03.2013 | Заместитель командира Тюменской авиационной группы по лётной службе Уральского управления гражданской авиации Министерства гражданской авиации СССР                                                         | 15.08.1966      | транспорт       | *Рязанская область        | [ ГС 57 ] |
| 58 | Цибулин Лев Григорьевич            | 07.06.1927 — 28.02.2009 | Главный геофизик Тюменского производственного геологического управления Министерства геологии РСФСР | 23.01.1968      | геология        | *Ростовская область       | [ ГС 58 ] |
| 59 | Шевчук Владимир Ильич              | 25.04.1925 — 13.09.1991 | Монтёр Ишимского эксплуатационно-технического узла связи Министерства связи СССР, Тюменская область | 04.05.1971      | связь           | Тюменская область         | [ ГС 59 ] |
| 60 | Шиляева Александра Петровна        | 17.03.1929 — 01.01.2022 | Доярка учебно-опытного хозяйства Тюменского сельскохозяйственного института | 12.03.1982      | сельхоз         | Нижнетавдинский район     | [ ГС 60 ] |
| 61 | Шугар Сергей Сергеевич             | 20.08.1937 — 14.08.2019 | Главный инженер объединения «Тюменьлеспром» Министерства лесной и деревообрабатывающей промышленности СССР, Тюменская область                                                                               | 08.01.1974      | леспром         | *Брянская область         | [ ГС 61 ] |
| 62 | Эрвье Рауль-Юрий Георгиевич        | 16.04.1909 — 09.08.1991 | Начальник Тюменского геологического управления Главного управления геологии и охраны недр при Совете Министров РСФСР                                                                                        | 29.04.1963      | геология        | *Грузия                   | [ ГС 62 ] |
| 63 | Южаков Юрий Александрович          | 18.07.1932 — 26.10.2001 | Командир вертолёта Ми-10к Тюменского управления гражданской авиации Министерства гражданской авиации СССР                                                                                                   | 12.01.1979      | транспорт       | *Витебская область        | [ ГС 63 ] |
| 64 | Юшков Юрий Владимирович            | 15.04.1921 — 29.01.1993 | Управляющий трестом «Тюменьдорстрой» Министерства транспортного строительства СССР, Тюменская область | 08.01.1974      | строительство   | *Вологодская область      | [ ГС 64 ] |
| 65 | Яковлева Галина Петровна           | 24.07.1940 — 10.08.2018 | Гребнечесальщица Тюменского камвольно-суконного комбината Министерства текстильной промышленности РСФСР | 23.05.1986      | легпром         | *Ленинградская область    | [ ГС 65 ] |

## Уроженцы Тюменской области, удостоенные звания Героя Социалистического Труда в других регионах СССР
| №  | Фамилия, имя, отчество         | Даты жизни              | Деятельность | Дата присвоения | Отрасль        | Место рождения        | ГС        |
| -- | ------------------------------ | ----------------------- | --- | --------------- | -------------- | --------------------- | --------- |
| 1  | Бахилов Василий Васильевич     | 01.05.1920 — 24.05.1983 | Первый секретарь Сургутского горкома КПСС, Ханты-Мансийский национальный округ Тюменской области                                                                                                   | 30.03.1971      | госуправление  | Ишимский район        | [ ГС 1 ]  |
| 2  | Беломоин Виталий Васильевич    | 05.05.1919 — 13.04.1983 | Директор Коршуновского горно-обогатительного комбината Министерства чёрной металлургии СССР, Иркутская область                                                                                     | 02.03.1981      | металлургия    | Тобольск              | [ ГС 2 ]  |
| 3  | Бетехтин Вадим Ефимович        | 01.05.1923 — 29.11.1993 | Прессовщик Ревдинского завода по обработке цветных металлов Министерства цветной металлургии СССР, Свердловская область                                                                            | 30.03.1971      | металлургия    | Голышмановский район  | [ ГС 3 ]  |
| 4  | Глебов Николай Дмитриевич      | 12.01.1935 — 21.02.2018 | Буровой мастер Уренгойской нефтеразведочной экспедиции Главтюменгеологии Министерства геологии РСФСР, Ямало-Ненецкий национальный округ                                                            | 14.07.1975      | геология       | Ялуторовский район    | [ ГС 4 ]  |
| 5  | Губин Пётр Наумович            | 1909 — ????             | Бригадир комплексной бригады стройуправления № 34 треста «Новотроицкметаллургстрой», Оренбургская область                                                                                          | 11.08.1966      | строительство  | Упоровский район      | [ ГС 5 ]  |
| 6  | Деньщиков Пётр Иосифович       | 15.09.1918 — 09.01.1980 | Председатель колхоза «Авангард» Гродненского района Гродненской области | 08.04.1971      | сельхоз        | Тюмень                | [ ГС 6 ]  |
| 7  | Драчёв Иван Леонтьевич         | 13.06.1903 — 16.02.1983 | Первый секретарь Усть-Уйского райкома КПСС, Курганская область | 11.01.1957      | госуправление  | Ишимский район        | [ ГС 7 ]  |
| 8  | Дубенцов Анатолий Захарович    | 1930 — 21.10.1996       | Комбайнёр совхоза «Краснопресненский» Боровского района Кустанайской области | 19.04.1967      | сельхоз        | Упоровский район      | [ ГС 8 ]  |
| 9  | Ежаков Ефим Николаевич         | 20.10.1914 — 18.03.1990 | Бригадир штукатуров строительно-монтажного управления № 1 треста «Отделстрой-4» Новосибирского совнархоза                                                                                          | 09.08.1958      | строительство  |                       | [ ГС 9 ]  |
| 10 | Захаров Василий Михайлович     | 11.03.1893 — 19.04.1968 | Бригадир полеводческой бригады совхоза «Сибиряк» Министерства совхозов СССР, Тулунский район Иркутской области                                                                                     | 03.05.1948      | сельхоз        | Ишимский район        | [ ГС 10 ] |
| 11 | Козленко Мария Ивановна        | 15.07.1924 — 25.03.1992 | Бригадир фермы дойного стада совхоза «Хромцово» Белоярского района Свердловской области | 08.03.1958      | сельхоз        |                       | [ ГС 11 ] |
| 12 | Коротеньков Анатолий Романович | род. 28.10.1938         | Сталевар электрометаллургического завода «Электросталь» имени И. Ф. Тевосяна Министерства чёрной металлургии СССР, Московская область                                                              | 29.04.1986      | металлургия    | Абатский район        | [ ГС 12 ] |
| 13 | Корякин Константин Григорьевич | 1912 — ????             | Бригадир штукатуров треста «Чимкентстрой» Южно-Казахстанского совнархоза, гор. Чимкент | 09.08.1958      | строительство  | Тюмень                | [ ГС 13 ] |
| 14 | Курбатов Владимир Фёдорович    | 14.09.1920 — 07.07.2012 | Комбайнер Приишимской МТС Северо-Казахстанской области | 11.01.1957      | сельхоз        | Ишимский район        | [ ГС 14 ] |
| 15 | Кушнер Михаил Иванович         | 21.11.1906 — 25.12.1986 | Паровозный машинист депо станции Осташков Калининской железной дороги, Калининская область | 05.11.1943      | транспорт      | Ишимский район        | [ ГС 15 ] |
| 16 | Лобанов Александр Сергеевич    | 10.01.1926 — 14.12.1974 | Бригадир электрослесарей-сборщиков завода № 418 Министерства среднего машиностроения СССР, гор. Свердловск                                                                                         | 07.03.1962      | атомпром       | Омутинский район      | [ ГС 16 ] |
| 17 | Лутовинин Геннадий Семёнович   | 16.10.1933 — 21.12.1989 | Бригадир слесарей-ремонтников химического комбината «Маяк» Министерства среднего машиностроения СССР, Челябинская область                                                                          | 07.08.1986      | атомпром       | Тобольский район      | [ ГС 17 ] |
| 18 | Луцкович Анна Ивановна         | 02.10.1928 — 10.02.2014 | Бригадир съёмщиц пряжи Омского текстильного производственного объединения «Восток» Министерства лёгкой промышленности РСФСР                                                                        | 05.04.1971      | легпром        | Казанский район       | [ ГС 18 ] |
| 19 | Малыгин Семён Лукич            | 08.11.1925 — 18.01.2008 | Буровой мастер Мегионской нефтеразведочной экспедиции Главного Тюменского производственного геологического управления Министерства геологии РСФСР, Ханты-Мансийский национальный округ             | 20.04.1971      | геология       | Исетский район        | [ ГС 19 ] |
| 20 | Митяшин Михаил Ильич           | 18.11.1921 — 09.09.1999 | Начальник Актюбинского высшего лётного училища гражданской авиации Министерства гражданской авиации СССР                                                                                           | 04.02.1983      | транспорт      | Нижнетавдинский район | [ ГС 20 ] |
| 21 | Москалёв Дмитрий Никандрович   | род. 1929               | Проходчик шахты Кузнецкого металлургического комбината имени В. И. Ленина Министерства чёрной металлургии СССР, Кемеровская область                                                                | 30.03.1971      | металлургия    |                       |           |
| 22 | Оленькова Анастасия Яковлевна  | 26.12.1932 — 15.11.2018 | Доярка опытно-производственного хозяйства «Черепановское» Черепановского района Новосибирской области                                                                                              | 21.12.1983      | сельхоз        | Абатский район        | [ ГС 21 ] |
| 23 | Петухов Григорий Фёдорович     | 12.03.1921 — 11.01.1990 | Машинист завалочной машины Чусовского металлургического завода Министерства чёрной металлургии СССР, Пермская область                                                                              | 22.03.1966      | металлургия    | Ярковский район       | [ ГС 22 ] |
| 24 | Пономарёв Сергей Кузьмич       | 1913—1989               | Управляющий фермой племенного молочного совхоза «Омский» Министерства совхозов СССР, Омский район Омской области                                                                                   | 12.11.1951      | сельхоз        | Голышмановский район  | [ ГС 23 ] |
| 25 | Ржаников Николай Николаевич    | 24.01.1927 — 24.12.1994 | Проходчик шахты Высокогорского рудоуправления Нижне-Тагильского металлургического комбината Свердловского совнархоза                                                                               | 19.07.1958      | металлургия    | Заводоуковский район  | [ ГС 24 ] |
| 26 | Рыбаков Василий Денисович      | 14.04.1925 — 11.04.1999 | Звеньевой колхоза «Маяк коммунизма» Кореновского района Краснодарский край | 07.12.1973      | сельхоз        | Нижнетавдинский район | [ ГС 25 ] |
| 27 | Смирнов Юрий Александрович     | 12.08.1928 — 21.12.2007 | Старший мастер Северского трубного завода имени Меркулова Министерства чёрной металлургии СССР, Свердловская область                                                                               | 22.03.1966      | металлургия    | Голышмановский район  | [ ГС 26 ] |
| 28 | Стаин Алексей Дмитриевич       | 05.09.1929 — 02.09.1992 | Начальник участка Уральского завода тяжёлого машиностроения имени Серго Орджоникидзе Министерства тяжёлого и транспортного машиностроения СССР, гор. Свердловск                                    | 11.07.1983      | машиностроение |                       |           |
| 29 | Токарев Василий Игнатьевич     | 08.01.1931 — 13.03.1998 | Плавильщик Омского агрегатного завода имени В. В. Куйбышева Министерства авиационной промышленности СССР                                                                                           | 26.04.1971      | машиностроение | Вагайский район       | [ ГС 27 ] |
| 30 | Урусов Семён Никитич           | 04.01.1926 — 22.04.1991 | Буровой мастер Шаимской нефтеразведочной экспедиции Тюменского геологического управления Главного управления геологии и охраны недр при Совете Министров РСФСР, Ханты-Манскийский автономный округ | 29.04.1963      | геология       | Ялуторовский район    | [ ГС 28 ] |
| 31 | Устинов Андрей Григорьевич     | 1909 — ????             | Проходчик Таштагольского рудника Кузнецкого металлургического комбината Кемеровского совнархоза | 19.07.1959      | металлургия    |                       |           |
| 32 | Чащин Сергей Петрович          | 10.10.1931 — 15.02.2008 | Бригадир проходчиков Глубочанского шахтостроительного управления треста «Свинецшахтострой» Министерства цветной металлургии Казахской ССР, Восточно-Казахстанская область                          | 12.05.1977      | металлургия    | Ялуторовский район    | [ ГС 29 ] |
| 33 | Шанцев Пётр Васильевич         | 10.09.1927 — 30.09.1981 | Бригадир монтажников строительного управления № 2 треста «Уралтяжтрубстрой» Министерства строительства предприятий тяжёлой индустрии СССР, гор. Первоуральск Свердловской области                  | 19.03.1981      | строительство  |                       | [ ГС 30 ] |
| 34 | Шевелёв Митрофан Михайлович    | 29.01.1936 — 17.05.2003 | Токарь Новосибирского производственного объединения «Сибсельмаш» Министерства машиностроения СССР                                                                                                  | 15.08.1984      | оборонпром     | Викуловский район     | [ ГС 31 ] |
| 35 | Шевченко Ольга Дмитриевна      | 16.05.1931 — 06.03.2001 | Старшая посадчица металла Кузнецкого металлургического комбината имени В. И. Ленина Министерства чёрной металлургии СССР, Кемеровская область                                                      | 30.03.1971      | металлургия    | Бердюжский район      | [ ГС 32 ] |

## Герои Социалистического Труда, прибывшие в Тюменскую область на постоянное проживание из других регионов
| №  | Фамилия, имя, отчество                   | Даты жизни              | Деятельность | Дата присвоения | Отрасль       | Место проживания | ГС        |
| -- | ---------------------------------------- | ----------------------- | --- | --------------- | ------------- | ---------------- | --------- |
| 1  | Аллаяров Ричард Хайруллович              | 05.06.1927 — 05.11.1988 | Буровой мастер конторы бурения № 2 треста «Туймазабурнефть» Башкирского совнархоза | 19.03.1959      | нефтепром     | *Тюмень          | [ ГС 2 ]  |
| 2  | Бураков Григорий Ефимович                | 25.09.1927 — 26.04.1974 | Бригадир монтажников строительно-монтажного поезда № 159 на строительстве железнодорожной линии Сталинск — Абакан, Хакасская автономная область                                                     | 19.05.1960      | транспорт     | Тюмень           | [ ГС 3 ]  |
| 3  | Вагапов Ядкар Сахапович                  | 15.10.1929 — 01.03.1981 | Вышкомонтажник Шаимской конторы разведочного бурения треста «Тюменнефтегазразведка» Главтюменнефтегаза Министерства нефтяной промышленности СССР, Ханты-Мансийский национальный округ               | 30.03.1971      | нефтепром     | Тюмень           | [ ГС 4 ]  |
| 4  | Григорьев Николай Иванович               | 16.09.1925 — 26.02.2004 | Старший мастер по сложным работам Тюменской комплексной геологоразведочной экспедиции Министерства геологии РСФСР, Ямало-Ненецкий национальный округ                                                | 23.01.1968      | геология      | Тюмень           | [ ГС 5 ]  |
| 5  | Ерёменко (Логвиненко) Галина Григорьевна | род. 1934               | Рабочая Хецерского совхоза Министерства сельского хозяйства СССР, Зугдидский район Грузинской ССР                                                                                                   | 31.07.1950      | сельхоз       |                  | [ ГС 6 ]  |
| 6  | Жумажанов Нажметдин Уакпаевич            | 20.10.1926 — 27.02.2005 | Буровой мастер Сургутской нефтеразведочной экспедиции Главтюменгеологии Министерства геологии РСФСР, Ханты-Мансийский национальный округ                                                            | 17.01.1975      | геология      | *Тюмень          | [ ГС 7 ]  |
| 7  | Исянгулов Авзалетдин Гизятуллович        | 14.09.1928 — 25.05.2004 | Начальник Нижневартовского управления буровых работ № 2 управления «Главтюменнефтегаз» Министерства нефтяной промышленности СССР, Ханты-Мансийский национальный округ                               | 30.12.1973      | нефтепром     | Тюмень           | [ ГС 8 ]  |
| 8  | Кондрашёв Иван Иванович                  | 28.07.1927 — 11.02.2008 | Электросварщик строительного управления № 5 треста «Шаимгазстрой» Министерства газовой промышленности СССР, Ханты-Мансийский национальный округ                                                     | 30.03.1971      | газпром       | Тюмень           | [ ГС 9 ]  |
| 9  | Косенко Марк Иванович                    | 18.03.1924 — 29.06.1988 | Бурильщик Тарко-Салинской нефтеразведочной экспедиции Тюменского производственного геологического управления Министерства геологии РСФСР, Ямало-Ненецкий национальный округ                         | 23.01.1968      | геология      | Тюмень           | [ ГС 10 ] |
| 10 | Коуров Николай Александрович             | 04.02.1930 — 18.09.2006 | Бригадир малой комплексной бригады Кондинского лесопромышленного комбината Министерства лесной, целлюлозно-бумажной и деревообрабатывающей промышленности СССР, Ханты-Мансийский национальный округ | 17.09.1966      | леспром       | Тюмень           | [ ГС 11 ] |
| 11 | Лубягин Анатолий Павлович                | 11.02.1934 — 01.05.1992 | Мастер строительно-монтажного поезда № 269 управления строительства «Абаканстройпуть» Министерства транспортного строительства СССР, Красноярский край                                              | 12.04.1966      | строительство | Тюмень           | [ ГС 12 ] |
| 12 | Мелик-Карамов Николай Борисович          | 05.04.1930 — 07.04.1975 | Буровой мастер Усть-Балыкской нефтеразведочной экспедиции Тюменского геологического управления Министерства геологии РСФСР, Ханты-Мансийский национальный округ Тюменской области                   | 04.07.1966      | геология      | Тюмень           | [ ГС 13 ] |
| 13 | Подшибякин Василий Тихонович             | 01.01.1928 — 20.05.1997 | Генеральный директор Ямальского производственного геологического объединения по разведке нефти и газа Главтюменьгеологии Министерства геологии РСФСР, Ямало-Ненецкий автономный округ               | 07.12.1983      | геология      | *Тюмень          | [ ГС 14 ] |
| 14 | Попков Юрий Александрович                | 1934—1990               | Бригадир электромонтажников электромонтажного поезда № 702 треста «Трансэлектромонтаж» Министерства транспортного строительства СССР                                                                | 02.06.1962      | строительство |                  | [ ГС 15 ] |
| 15 | Сергеев Максим Иванович                  | 15.09.1926 — 10.05.1987 | Буровой мастер Усть-Балыкской конторы бурения треста «Сургутбурнефть» Главтюменнефтегаза Министерства нефтяной промышленности СССР, Ханты-Мансийский национальный округ                             | 30.03.1971      | нефтепром     | Тюмень           | [ ГС 16 ] |
| 16 | Шакшин Анатолий Дмитриевич               | 13.01.1929 — 22.11.2010 | Буровой мастер Шаимской конторы бурения треста «Тюменнефтегазразведка» Министерства нефтедобывающей промышленности СССР, Ханты-Мансийский национальный округ                                        | 23.05.1966      | нефтепром     | *Тюмень          | [ ГС 17 ] |
| 17 | Ющенко Владимир Викторович               | 1928 — 04.02.2007       | Старший оператор-вальцовщик Западно-Сибирского металлургического завода имени 50-летия Великого Октября Министерства чёрной металлургии СССР, Кемеровская область                                   | 30.03.1971      | металлургия   | Тюмень           | [ ГС 18 ] |

(*) Герои, проживавшие в других регионах, но похороненные в Тюмени.